# Clockwork Angels
Clockwork Angels (укр. Заводні ангели) — дев'ятнадцятий і останній студійний альбом канадського рок-гурту Rush, випущений 8 червня 2012 року на лейблі Roadrunner Records. 
Альбом дебютував під першим номером у Канаді та на другому місці в американському чарті Billboard 200. Clockwork Angels отримав нагороду «Рок-альбом року» на премії Juno Awards 2013. У 2019 році в журналі Classic Rock його було визнано найкращим альбомом 2010-х років.

## Написання та запис альбому
Після завершення туру на підтримку попередньої платівки Snakes & Arrows у липні 2008 року Rush взяли півторарічну перерву, під час якої вийшли концертний альбом Snakes & Arrows Live (2008) та збірка Working Men (2009). Гурт знову зібрався в Лос-Анджелесі в грудні 2009 року, щоб обговорити, які проєкти вони хочуть розпочати в наступному році. Вони обирали між записом нового студійного альбому та великим концертним туром, але, як писав пізніше Ніл Пірт, «такі дурні, як ми, кінець кінцем зробили й те, й інше». 
Rush почали працювати над новим матеріалом в лютому 2009 року. Музиканти використовували звичні для гурту методи написання пісень, коли Гедді Лі та Лайфсон працювали над музикою у своїх домашніх студіях у Торонто, а Пірт створював тексти на самоті у своєму будинку в Каліфорнії. Вони заохочували один одного ставати більш спонтанними у своїх сольних партіях під час живого виконання, і це вплинуло на написання нової музики для Clockwork Angels. Лайфсон свідомо утримувався від накладання гітарних треків, оскільки хотів підкреслити «базову рокову силу пісень». Сесії були продуктивними й у березні 2010 року Лі зауважив, що «десь півтора місяця тому у нас не було пісень, а тепер… у нас є близько шести композицій, які нам подобаються». Лайфсон передбачав, що реліз може відбутися вже навесні 2011 року.
Перший етап запису Clockwork Angels  відбувся у квітні 2010 року в студії Blackbird у Нешвіллі, штат Теннессі, під керівництвом співпродюсера Ніка Раскулінеца, який працював із гуртом над альбомом Snakes & Arrows (2007). У цей час були записані треки «Caravan» і «BU2B», зведення яких завершив інженер Річард Чікі в Sound Kitchen у Франкліні, Теннессі.  Робота над альбомом була призупинена у квітні 2010 року, коли Rush оголосили про турне Time Machine Tour, яке мало тривати з червня по жовтень того ж року. Під час концертів Rush виконували дві пісні з нового альбому — «Caravan» і «BU2B». На той момент також вже було написано пісні «The Garden» і «The Anarchist». Гурт збирався повернутися до студії після завершення туру Time Machine Tour у жовтні 2010 року та завершити роботу над альбомом для випуску у 2011 році, однак тур було подовжено на березень-липень 2011 року, через що реліз Clockwork Angels було відкладено.
На початку 2011 року Лі та Лайфсон продовжили запис альбому, але сесії не дали достатньо вагомих результатів, за винятком деяких «лютих джемів», які стали основою пісень «Carnies» і «Headlong Flight». Деякі з текстів було важко підлаштувати під нові пісні, тому частину текстів довелося переписувати, іноді — в день запису. В серпні 2011 року Rush уклали угоду з Roadrunner Records у партнерстві з канадським лейблом Anthem Records для забезпечення міжнародного розповсюдження альбому, що стало кінцем їхньої співпраці з Atlantic Records, яка розпочалася з альбому Presto (1989). Другий етап запису відбувся на студії Revolution Recording у Торонто з жовтня по грудень 2011 року. Струнні були записані на Ocean Way Recording у Лос-Анджелесі в січні 2012 року.

## Зміст альбому

### Концептуальний характер
Після кількох тижнів написання текстів Пірт зміг створити детальну історію, як гурт погодився адаптувати до концептуального альбому. Гурту сподобалася ідея створити альбом з однією спільною історією на відміну від колекції непов'язаних пісень. Rush раніше записували концептуальні пісні й раніше, але ще ніколи не створювали концепцію для цілого альбому. Спочатку Лі з побоюванням сприйняв цю ідею, оскільки хотів, щоб гурт рухався вперед, а не брав щось типове для колективів прогресивного року 1970-х років, але врешті решт погодився. Події пісень Пірта відбувалися в антиутопічному світі, натхненному стімпанком, «освітленому лише вогнем», названому на честь однойменної книги з історії Середньовіччя Вільяма Манчестера, та «керованому парою, складним годинниковим механізмом, і алхімією». Для кожного з дванадцяти треків альбому було створено власний символ, які потім потрапили на обкладинку. Сюжет ґрунтується на різних джерелах, таких як «Кандід» Вольтера, та твори Джона Барта, Майкла Ондатже, Джозефа Конрада, Робертсона Девіса, Герберта Голда, Дафни дю Мор'є та Кормака. Маккарті.
На обкладинці альбому, розробленій давнім партнером Rush Г'ю Саймом, зображено годинник із алхімічними символами замість цифр. Він відображає час як 9:12, що в 24-годинному форматі означає 21:12, відсилаючи до назви четвертого студійного альбому Rush 2112 (1976). 9:12 також є ненавмисним посиланням на день народження Пірта, 12 вересня (9/12).

### Музичні особливості
У серпні 2010 року Лайфсон зазначив, що альбом вийшов дуже різноманітним у музичному плані. Зокрема, він назвав майже готовий титульний трек «Clockwork Angels» «епічної піснею» і «багаточастинним твором», назвавши його «дуже динамічним». У травні 2011 року Пірт зізнався, що хоче зробити альбом «своїм найвищим досягненням у ліричному плані та грі на барабанах». Коли наприкінці 2011 року почалися останні сесії, Лі та Лайфсон вирішили тимчасово помінятися інструментами: результат можна почути на пісні «The Wreckers».
Clockwork Angels містить струнні аранжування для ансамблю з шести скрипок і двох віолончелей. Під час концертів звукоінженер Бред Медікс зіткнувся з проблемами, намагаючись зменшити акустичний зворотний зв'язок від струнних: «Я працював зі струнними в минулому, але це завжди було або з їхнім мінімальним звучанням, або скрипки були суто електричними. Під час туру Rush's Clockwork Angels гурт, безперечно, мав на увазі, що струнні будуть помітними та акустичними».

### Список пісень
| #       | Назва                  | Тривалість |
| ------- | ---------------------- | ---------- |
| 1.      | «Caravan»              | 5:40       |
| 2.      | «BU2B»                 | 5:10       |
| 3.      | «Clockwork Angels»     | 7:31       |
| 4.      | «The Anarchist»        | 6:52       |
| 5.      | «Carnies»              | 4:52       |
| 6.      | «Halo Effect»          | 3:14       |
| 7.      | «Seven Cities Of Gold» | 6:32       |
| 8.      | «The Wreckers»         | 5:01       |
| 9.      | «Headlong Flight»      | 7:20       |
| 10.     | «BU2B2»                | 1:28       |
| 11.     | «Wish Them Well»       | 5:25       |
| 12.     | «The Garden»           | 6:59       |
| 1:06:04 |                        |            |

### Учасники запису
Rush
- Гедді Лі — бас-гітара, клавішні, бас-педалі, вокал
- Алекс Лайфсон — гітари, клавішні
- Ніл Пірт — барабани, тарілки, бубон

Додаткові музиканти
- Девід Кемпбелл — струнне аранжування та диригування
- Джейсон Снідерман — фортепіано в «The Garden»

Виробництво
- Аранжування та продюсування: Rush та Нік Раскулінец
- Інженери звукозапису: Річард Чікі, Мартін Кук, Джейсон Дюфур, Пол Фіг і Стівен Косзлер
- Зведення: Нік Раскулінец
- Мастеринг: Браян Гарднер[19]

## Вихід альбому

### Альбом та сингли
Clockwork Angels вийшов 8 червня 2012 року в Австралії, 12 червня у Сполучених Штатах і Канаді та 13 червня в Європі. 11 червня британський журнал Classic Rock випустив обмеженим накладом набір для шанувальників, що містив альбом і 132-сторінковий номер журналу.
Сингл «Caravan» вийшов 1 червня 2010 року на радіостанціях і тоді ж став доступним для цифрового завантаження разом із «BU2B». Другий сингл альбому «Headlong Flight» вийшов 19 квітня 2012 року, третій «The Wreckers» — 25 липня 2012 року, а четвертий і останній сингл «The Anarchist» — 20 лютого 2013 року. Окрім цього, пісня «The Garden» вийшла під час «Чорної п'ятниці» в День магазину звукозапису 2013 року на десятидюймовому вінілі обмеженим тиражем у 3000 копій.

### Показники продажів
Альбом дебютував на другому місці в американському хіт-параді Billboard 200; за перший тиждень було продано 103 000 примірників. У Канаді альбом дебютував під першим номером із 20 000 проданих екземплярів. До 20 червня було продано понад 40 000 примірників фанатського набору Classic Rock; якби цей реліз мав право потрапити в UK Albums Chart, альбом дебютував би в Великій Британії на першому місці чарту. Оскільки більше людей купили фан-пакет, ніж сам альбом, останній дебютував в британському чарті лише на 76 позиції, врешті решт піднявшись на 21 місце. 

### Місця в чартах
| Хіт-парад (2012—2013)                              | Найвища позиція |
| -------------------------------------------------- | --------------- |
| Австрія Austrian Albums (Ö3 Austria)               | 57              |
| Бельгія Belgian Albums (Ultratop Flanders)         | 55              |
| Бельгія Belgian Albums (Ultratop Wallonia)         | 65              |
| Канада Canadian Albums (Billboard)                 | 1               |
| Нідерланди Dutch Albums (MegaCharts)               | 11              |
| Фінляндія Finnish Albums (Suomen virallinen lista) | 4               |
| Франція French Albums (SNEP)                       | 173             |
| Німеччина German Albums (Offizielle Top 100)       | 11              |
| Угорщина Hungarian Albums (MAHASZ)                 | 32              |
| Італія Italian Albums (FIMI)                       | 33              |
| Японія Japanese Albums (Oricon)                    | 27              |
| Норвегія Norwegian Albums (VG-lista)               | 4               |
| Шотландія Scottish Albums (OCC)                    | 16              |
| Іспанія Spanish Albums (PROMUSICAE)                | 58              |
| Швеція Swedish Albums (Sverigetopplistan)          | 8               |
| Швейцарія Swiss Albums (Schweizer Hitparade)       | 21              |
| Велика Британія UK Albums (OCC)                    | 21              |
| Велика Британія UK Rock & Metal Albums (OCC)       | 19              |
| США Billboard 200                                  | 2               |
| США Top Hard Rock Albums (Billboard)               | 1               |
| США Top Rock Albums (Billboard)                    | 1               |

| Хіт-парад (2012)               | Позиція |
| ------------------------------ | ------- |
| US Billboard 200               | 114     |
| US Top Rock Albums (Billboard) | 31      |

### Сертифікації
| Регіон                                                                                          | Сертифікація | Продажі |
| ----------------------------------------------------------------------------------------------- | ------------ | ------- |
| Канада (Music Canada)                                                                           | Золотий      | 40 000^ |
| *продажі, що базуються лише на сертифікаціях ^відвантаження, що базуються лише на сертифікаціях |              |         |

## Сприйняття

### Критичні відгуки
Clockwork Angels отримав 74 бали зі 100 на агрегаторі Metacritic на основі 14 відгуків, що означає «загалом схвальні рецензії». В журналі Classic Rock альбом оцінили на 9/10 і назвали найкращим релізом Rush за 30 років Джеймі Томпсон з The Guardian написав у своєму огляді, що «ті, хто поклоняється храму Rush, будуть у захваті; для тих, хто залишається агностиком, альбому може вистачити, щоб виправдати рішучий крок [стрибок віри]». Головний редактор Brave Words & Bloody Knuckles Мартін Попофф дав альбому ідеальну оцінку 10/10 і сказав: «Ніхто не в змозі заперечувати, що тут є більше намірів та зосередженості, ніж у будь-якому іншому альбомі Rush».

### Нагороди та номінації
Clockwork Angels отримав нагороду «Рок-альбом року» на премії Juno Awards 2013. 
У 2019 році Classic Rock назвав його найкращим альбомом 2010-х років.

## Роман «Заводні ангели»
9 лютого 2012 року письменник-фантаст Кевін Дж. Андерсон, давній друг Ніла Пірта, оголосив, що буде писати роман «Заводні ангели». Слідом за романом, випущеним 4 вересня 2012 року, вийшло продовження під назвою «Заводні життя», опубліковане 15 вересня 2015 року. 2018 року вийшов однойменний графічний роман. 
В останні роки життя Пірт почав працювати з Андерсоном над третім і останнім романом серії. Після смерті Пірта його вдова дала Андерсону дозвіл продовжити проєкт. Книга «Заводна доля» була опублікована в червні 2022 року.